# 品川町
品川町（しながわまち）は東京府荏原郡にかつて存在した町である。東京都品川区の北部に位置する。

## 歴史

### 沿革
- 1889年（明治22年）5月1日 - 町村制の施行に伴い、品川歩行新宿、南品川利田新地、南品川獵師町、南品川宿、二日五日市村の全域と、北品川宿の一部（残部は大崎村に編入）が合併して品川町が発足。
- 1911年（明治44年）4月17日 - 大字名改正。
  - 大字品川歩行新宿→大字新宿
  - 大字北品川宿→大字北品川
  - 大字南品川宿→大字南品川
  - 大字南品川猟師町→大字猟師町
  - 大字南品川利田新地→大字利田新地
  - 大字二日市村→大字二日市
- 1932年（昭和7年）10月1日 - 荏原郡全域が東京市に編入。品川町の区域は品川区となる。
- 1947年（昭和22年）3月15日 - 品川区が荏原区と合併し、改めて品川区を設置。

### 地域
- 大字新宿
  - 字新宿一丁目~三丁目・裏町、八ツ山
- 大字北品川
  - 字八ツ山、本宿、裏町、馬場、山ノ下、御殿山、一本木、袖ヶ崎、小関、百反、北三ツ木
- 大字南品川
  - 字一丁目~七丁目、後地、馬場、裏五丁目、東広町、三嶽、三ツ木鎗ケ崎、南三ツ木、西広町、苗木原、権現堂、浅間台
- 大字二日市
  - 字東浅間
- 大字猟師町
  - 字なし
- 大字利田新地
  - 字なし
- 天王洲
  - 1929年（昭和4年）5月21日に埋立地に字名設置。大字を冠せず、字なし。
- 真浦
  - 1931年（昭和6年）8月25日に埋立地に字名設置。大字を冠せず、字なし。

### 人口
- 1920年　 41,059
- 1925年　 53,096
- 1930年　 55,639

## 町長
- 漆昌巌（1917年11月 - 1929年11月）
- 大橋清太郎（就任時期は不明）

## 交通

### 鉄道
- 国鉄（現JR東日本）
  - 東海道本線（東北・京浜線）：町域内を通過しているが、駅は存在しなかった。
- 京浜電気鉄道（現京浜急行電鉄）
  - 本線：北品川駅 - 北馬場駅 - 南馬場駅（北馬場駅、南馬場駅が統合し、現新馬場駅） - 青物横丁駅

品川駅は芝区に所在した。東京臨海高速鉄道りんかい線の品川シーサイド駅は当時は存在しなかった。

### 道路
- 国道15号（当時は1号国道、京浜国道）

## 教育機関
- 東京府立第八高等女学校（大字南品川字浅間台1501-1502番地）
- 荏原女学校
- 荏原裁縫女学校
- 東海産婆看護婦学校
- 品川町青年訓練所
- 品川商業実務学校
- 品川工業補習学校
- 城南尋常小学校（大字南品川字五丁目409番地）
- 品川尋常小学校
- 浅間台尋常小学校（大字南品川字浅間台1430-1431番地）
- 三木尋常小学校（大字南品川字三ツ木鎗ヶ崎817-818,825-827番地）
- 御殿山尋常小学校（大字北品川字袖ヶ崎429-430番地）
- 東海尋常高等小学校（大字北品川字御殿山281番地）

## 現在の地名
北品川、西品川、東品川、広町、南品川（いずれも大体の範囲）

## 関連書籍
- 東京市臨時市域擴張部 『荏原郡品川町現状調査』 1931年
- 都筑祐之 編「東京府下品川町全圖」1924年1月
- 東京府荏原郡品川町「品川町史 下巻」1932年
- 小林編纂部 實測「東京府荏原郡品川町大井町全圖 番地界入」1930年９月